# María Jesús Echevarría
María Jesús Echevarría (Madrid, 29 de septiembre de 1932-ibídem, 17 de agosto de 1963) fue una escritora española.
Echevarría estudió Filosofía y Letras en la Universidad Central, especializándose en Historia, con premio extraordinario. Realizó dos estancias en Estados Unidos, una como estudiante interna y una segunda como lectora universitaria y corresponsal de prensa.
Tras colaborar en revistas universitarias, trabajó para El Español (desde 1955) y La Estafeta Literaria, En 1959 recibió el premio Elisenda de Moncada por su primera novela larga, Las medias palabras, narración centrada en una familia que vive de manera anárquica. Posteriormente escribió Poemas de la ciudad, donde se expresa con lírica sencillez y corrección. Publicó La sonrisa y la hormiga, cuya acción sitúa en los Estados Unidos y que había de formar parte de una trilogía sobre el automatismo y la deshumanización de las grandes ciudades, trilogía que no pudo acabar por su fallecimiento. Dejó escritas tres novelas cortas que se publicaron póstumamente.